# Jezioro Melville’a
Jezioro Melville’a (ang. Lake Melville, fr. Lac Melville) – jezioro w Kanadzie, w prowincji Nowa Fundlandia i Labrador. Położone we wschodniej części półwyspu Labrador.
Powierzchnia: 2933 km²

Głębokość maksymalna: 217 m

Wysokość: 0 m n.p.m.
Przez Jezioro Melville’a przepływa rzeka Churchill.